# Solieria cinerascens
Solieria cinerascens là một loài ruồi trong họ Tachinidae.